# Pier Niccolò Berardi
Pier Niccolò Berardi (Fiesole, 3 ottobre 1904 – Firenze, 2 gennaio 1989) è stato un architetto italiano.

## Biografia
Frequenta la Regia Scuola Superiore di Architettura di Roma, dove consegue la laurea nel 1928 con il progetto per un Golf Club sul Lago Maggiore. Fa parte del Gruppo Toscano, insieme al quale vince il concorso per il nuovo fabbricato viaggiatori della Stazione di Firenze Santa Maria Novella (1932-35).

## Regesto delle opere
- Allestimenti alla IV Fiera Internazionale del Libro, Firenze, 1932
- Edificio d'abitazione, Firenze, via Bolognese 95a, 1934
- Edificio d'abitazione, Firenze, via Trieste, 1935
- Arredamento del Bar Torricelli, Firenze, via de' Cerretani, 1939
- Chiesa di San Bernardino a Borgunto, Fiesole, 1964
- Sede del Museo della Porcellana di Doccia, Sesto Fiorentino, 1964-65
- Villa "Podere Cancelli", via del Rossellino, Settignano, 1974[1]
- Villa Settepassi, Roccamare, Castiglione della Pescaia, 1966-1986